# Wera Petrowna Schelichowskaja

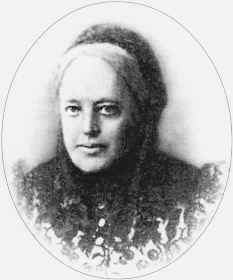
Wera Petrowna Schelichowskaja

Wera Petrowna Schelichowskaja, geboren von Hahn, (russisch Вера Петровна Желиховская; * 17. Apriljul. / 29. April 1835greg. in Jekaterinoslaw; † 5. Maijul. / 17. Mai 1896greg. in St. Petersburg) war eine russische Schriftstellerin und Theosophin.

## Leben
Schelichowskaja, Tochter des Offiziers der berittenen Artillerie Pjotr Alexejewitsch von Hahn und seiner Frau Jelena Andrejewna geborene Fadejewa und mütterlicherseits Nachfahrin des Kiewer Großfürsten Jaroslaw der Weise, erhielt in Odessa eine häusliche Erziehung. Nach dem Tod der Mutter 1842 lebte sie in Saratow bei den Großeltern Andrei Fadejew, Gouverneur des Gouvernements Saratow, und Jelena Pawlowna geborene Fürstin Dolgorukaja und dann beim Vater in Tiflis und Grodno.
Schelichowskaja heiratete 1855 den Grundherrn Nikolai Nikolajewitsch Jachontow im Gouvernement Pskow (Bruder des Dichters Alexander Jachontow). Nach dem Tod ihres Mannes im Februar 1858 zog sie mit den Kindern nach Tiflis, wo inzwischen ihr Großvater und ihr Onkel lebten. Sie heiratete dort 1862 den Gymnasiumsdirektor Wladimir Iwanowitsch Schelichowski (Vetter väterlicherseits).
In den 1870er Jahren arbeitete Schelichowskaja für die Presse. Ihre erste Veröffentlichung war 1872 in Tiflis ihr Essay über den Grund des Besuchs des Gymnasiums in Tiflis durch den Schriftsteller Wladimir Sollogub. Ab 1878 schrieb sie Novellen, Kurzgeschichten und Dramen für die Jugend, die in Zeitschriften und Zeitungen erschienen.
Nach dem Tod ihres zweiten Mannes 1880 zog Schelichowskaja mit den Kindern im Frühjahr 1881 nach Odessa und im Herbst 1885 nach St. Petersburg und verdiente sich ihren Lebensunterhalt mit literarischer Tätigkeit. Der Russki Westnik veröffentlichte ihre Kurzgeschichten und Novellen über das Leben im Kaukasus. Sie arbeitete mit fast allen Jugend- und Familienzeitschriften zusammen. Ihre beiden biographischen Erzählungen über ihre Jugend wurden in mehrere Sprachen übersetzt und mehrfach nachgedruckt. Ihre phantastischen Erzählungen mit Schamanen und Magiern in der Tradition der Romantik spiegelten ihr Interesse an der Parapsychologie wider.

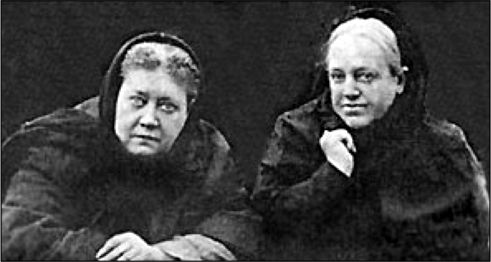
Helena Blavatsky und Wera Schelichowskaja (etwa 1889)

Zur Verteidigung ihrer älteren Schwester Helena Blavatsky schrieb Schelichowskaja unter den Pseudonymen  Bürger Igrek und N. Lichowski viel über Theosophie und von der Wissenschaft nicht untersuchte Phänomene.
Schelichowskajas Tochter Nadeschda (1864–1938) heiratete in zweiter Ehe den General Alexei Brussilow.
Ein Vetter Schelichowskajas war der Unternehmer und Finanzminister Sergei Witte.
Schelichowskaja starb am 17. Mai 1896 in St. Petersburg an einer kruppösen Pneumonie und wurde entsprechend ihrem Wunsch in Odessa auf dem Ersten Christlichen Friedhof begraben.